# Ara: History Untold
Ara: History Untold é um jogo eletrônico de estratégia baseado em turnos, desenvolvido pela Oxide Games e publicado pela Xbox Game Studios para Microsoft Windows. O jogo é Exclusivo de Computador pessoal sendo anunciado durante Xbox e Bethesda Showcase 2022. Trata-se de construir e liderar uma nação ao longo da história alternativa. O jogo está previsto para ser lançado dia 24 de Setembro de 2024.

## Desenvolvimento
O jogo está sendo desenvolvido pela Oxide Games, uma desenvolvedora americana de videogames com sede em Lutherville-Timonium, Maryland, usando seu motor interno, Nitrous Engine, que foi usado para desenvolver Ashes of the Singularity.
Alguns membros da Oxide Game trabalhavam na Firaxis Games, o estúdio de desenvolvimento da franquia Civilization, Ara: History Untold em muitos aspectos é semelhante a esta série.

## Ligações Externas
- «Sítio oficial»